# Francesco Gnecco
Francesco Gnecco (1769? Janov – 1810 nebo 1811? Milán) byl italský hudební skladatel.

## Život
Narodil se v Janově kolem roku 1769. Byl druhým ze čtyř dětí. Jeho otec byl obchodník, ale umožnil synovi studovat hudbu. Často je jako jeho učitel uváděn Domenico Cimarosa. V roce 1790 se stal druhým houslistou v orchestru St. Lawrence v Janově. Jako operní skladatel debutoval v roce 1792 v Janově v divadle Teatro di San Agostino operou Auretta e Masullo ossia Il contratempo na vlastní libreto. Opera byla úspěšná a tak následovala řada dalších oper, které byly uváděny v mnoha italských divadlech.
Kromě oper komponoval i instrumentální hudbu (nejčastěji pro komorní obsazení) a hudbu pro chrámové účely. Zemřel v roce 1810 nebo 1811 v Miláně, v chudobě, krátce před dokončením komické opery Conversazione filarmonica.

## Dílo

### Opery
- Auretta e Masullo ossia Il contratempo (vlastní libreto, Janov, Teatro di San Agostino, 1792)
- Il nuovo Galateo (vlastní libreto, Janov, Teatro della Crosa Larga di Sampierdarena, 1792)
- La contadina astuta o La finta semplice (vlastní libreto, Florencie, Teatro dei Risoluti di Firenze, 1793)
- Lo sposo di tre e marito di nessuna (libreto Giuseppe Palomba, Milán, Scala, 1793)
- I filosofi in derisione (libreto vlastní, Florencie, Teatro degli Intrepidi, 1793)
- Pigmalione (vlastní libreto, Janov, Teatro S. Agostino di Genova, 1794)
- L'indolente (libreto G. Palomba, Parma, Teatro Ducale, 1797)
- Le nozze dei Sanniti (libreto G. Foppa, Padova, Teatro Nuovo, 1797)
- La Virginia (Janov, Teatro di San Agostino, 1798)
- I due sordi burlati (libreto vlastní, Janov, Teatro Falcone, 1798)
- Il pignataro (Neapol, 1799)
- Adelaide di Guesclino (libreto G. Rossi, Florencie, Teatro della Pergola, 1800)
- Alessandro nell'Indie (libreto Pietro Metastasio, Livorno, Teatro degli Avvalorati, 1800)
- Il nuovo podestà (libreto G. Garavita, Bologna, Teatro Comunale, 1802)
- Vonima e Mitridate (Benátky, Teatro La Fenice, 1803, spolupráce S. Nasolini)
- Il finto fratello (libreto G. Camagna, Benátky, Teatro Malibran, 1803)
- La prima prova dell'opera Gli Orazi e Curiazi (libreto G. Artusi, Benátky, 1803)
- La scena senza scena (libreto G. Artusi, Benátky, 1803)
- Arsace e Semiramide (libreto G. Rossi, Benátky, Teatro La Fenice, 1804)
- Il geloso corretto (libreto G. Artusi, Benátky, Teatro Malibran, 1804)
- Carolina e Filandro (libreto vlastní, Řím, Teatro Valle, 1804
- Gl'incogniti (Vicenza, Teatro Eretenio, 1804)
- L'amore in musica (libreto vlastní, Bologna, Teatro Comunale, 1805)
- Gli ultimi due giorni di carnevale (Milán, Scala, 1806)
- I riti dei bramini (Livorno, Teatro degli Avvalorati, 1806)
- Argete (libreto vlastní, Neapol, Teatro San Carlo, 1808)
- I falsi galantuomini (libreto M. A. Prunetti, Milán, Scala, 1809)
- Gli amanti filarmonici (libreto vlastní, Milán 1810)

### Jiné skladby
- Tre trii concertanti per clarinetto, violino e violoncello op. 2
- Trois quatuors concertans pour deux violons alto basse op. 4
- Tuona a sinistra il cielo (kantáta pro soprán, tenor, sbor a orchestr)
- 3 sinfonie
- Sextet (dvoje housle, klarinet, lesní roh, viola a fagot)
- 2 kvntety s klarinetem
- Nokturno (housle, klarinet, viola a violoncello)
- 5 nokturen pro smyčcový kvartet (1794)
- 8 sonát pro čtyři hlasy (1794)
- mše pro dva hlasy
- několik motet
- hudba k baletu a Pastorela pro představení opery La Lodoïska Johanna Simona Mayra (Janov, Teatro di San Agostino, 1797)